# HMS Maori (F24)
HMS Maori (L24/F24/G24) là một tàu khu trục lớp Tribal được chế tạo cho Hải quân Hoàng gia Anh Quốc trước Chiến tranh Thế giới thứ hai. Tên nó được đặt theo tên người Māori, người bản địa của New Zealand. Nó đã phục vụ trong Thế Chiến II cho đến khi bị đánh chìm bởi một cuộc không kích tại Malta vào tháng 2 năm 1942.

## Thiết kế và chế tạo
Maori được đặt hàng cho xưởng tàu của hãng Fairfield Shipbuilding and Engineering Company, Limited tại Govan, Scotland trong Chương trình Chế tạo Hải quân 1935. Nó được đặt lườn vào ngày 6 tháng 6 năm 1936 và được hạ thủy vào ngày 2 tháng 9 năm 1937, được đỡ đầu bởi bà W. J. Jordan, phu nhân của Cao ủy New Zealand William Jordan. Maori được cho nhập biên chế vào ngày 2 tháng 1 năm 1939.

## Lịch sử hoạt động
Maori đã phục vụ cùng Hạm đội Địa Trung Hải. Nó từng tham gia vào cuộc săn đuổi và tiêu diệt thiết giáp hạm Đức Bismarck vào tháng 5 năm 1941, rồi phục vụ cùng Chi hạm đội Khu trục 14 trong Trận mũi Bon vào tháng 12 năm 1941. Dưới quyền chỉ huy của Trung tá Hải quân R. E. Courage, Maori bị máy bay Đức tấn công và bị đánh chìm tại nơi neo đậu trong cảng Grand, Malta vào ngày 12 tháng 2 năm 1942, với một thành viên thủy thủ đoàn tử trận. Xác tàu đắn của nó được trục vớt và đánh đắm ngoài khơi Malta vào ngày 15 tháng 7 năm 1945, ở tọa độ 35°54′17″B 14°31′8″Đ / 35,90472°B 14,51889°Đ.
Ở vị trí chỉ cách bờ biển Valletta vài trăm mét, xác tàu đắm của Maori là một địa điểm lặn giải trí thường xuyên. Phần mũi tàu nằm trên bãi cát trắng ở độ sâu 14 m (46 ft); phần đuôi tàu đã bị loại bỏ tại vùng biển sâu khi được kéo đi từ cảng Grand đến cảng Marsamxett. Phần lớn cấu trúc thượng tầng phía trước của con tàu vẫn còn nguyên vẹn, bao gồm hai bệ pháo phía trước. Xác tàu là nơi sinh sống của nhiều loài thủy cư.